# Piotrkówek (województwo mazowieckie)
Piotrkówek (do 2011 Piotrówek) – wieś sołecka w Polsce, położona w województwie mazowieckim, w powiecie płockim, w gminie Słubice.
W latach 1975–1998 miejscowość administracyjnie należała do województwa płockiego.
1 stycznia 2011 r. zmieniono urzędowo nazwę miejscowości ze Piotrówek na Piotrkówek.